# Qālqāchī
Qālqāchī (persiska: قالقاچی, Qolqāchī) är en ort i Iran.   Den ligger i provinsen Västazarbaijan, i den nordvästra delen av landet, 600 km väster om huvudstaden Teheran. Qālqāchī ligger 1 310 meter över havet och antalet invånare är 269.
Terrängen runt Qālqāchī är kuperad åt sydväst, men åt nordost är den platt.Runt Qālqāchī är det ganska tätbefolkat, med 185 invånare per kvadratkilometer. Närmaste större samhälle är Qūshchī, 15,4 km sydväst om Qālqāchī. Trakten runt Qālqāchī består i huvudsak av gräsmarker.